# Rumunská eparchie svatého Jiří v Cantonu
Rumunská eparchie svatého Jiří v Cantonu (anglicky Romanian Greek Catholic Eparchy of St. George) je eparchie rumunské řeckokatolické círve se sídlem v Cantonu, kde se nachází katedrála sv. Jiří. Eparchie je bezprostředně podřízena Svatému Stolci a pod její jurisdikci spadají všichni katolíci rumuského řeckokatolického obřadu ve Spojených státech amerických a v Kanadě.

## Historie
Dne 4. prosince 1982 založil papež Jan Pavel II. apoštolský exarchát ve Spojených států amerických ro věřící byzantského rumuského ritu. Dne 27. března 1987 byl exarchát povýšen na eparchii; jde o jedinou diecézi této patrikulární církve mimo vlastní Rumunsko. V roce 2013 byla její jurisdikce rozšířena i na Kanadu..

## Seznam exarchů a eparchů
- Vasile Louis Puscas (1982–1993)
- John Michael Botean (1993–1996 apoštolský administrátor, od r. 1996 eparcha)